# Fosinopril
Le fosinopril est un médicament, inhibiteur de l'enzyme de conversion de l'angiotensine utilisé comme vasodilatateur.

## Mode d'action
Il s'agit d'un inhibiteur de l'enzyme de conversion de l'angiotensine.

## Usage médical
Le fosinopril est utilisé pour traiter l'hypertension artérielle, l'insuffisance cardiaque et la maladie rénale diabétique,. C’est l’un des nombreux agents de première intention contre l’hypertension artérielle. Le médicament  se prend par voie orale.

## Effets secondaires
Les effets secondaires du fosinopril comprennent la toux, les nausées ou les étourdissements. D'autres effets secondaires peuvent inclure une hypotension artérielle, des problèmes hépatiques, des réactions allergiques, un taux élevé de potassium ou des problèmes rénaux. L'utilisation pendant la grossesse, de ce médicament peut nuire au fœtus.

## Histoire
Le médicament  a été breveté en 1980 et approuvé pour un usage médical en 1991. Il est disponible sous forme de médicament générique. .